# Nationaler Gedenktag des siegreichen Großpolnischen Aufstands
Nationaler Gedenktag des siegreichen Großpolnischen Aufstands (Polnisch: Narodowy Dzień Zwycięskiego Powstania Wielkopolskiego) ist ein staatlicher Feiertag in Polen, der an den Beginn des Großpolnischen Aufstands am 27. Dezember 1918 erinnert.

## Bedeutung des Datums

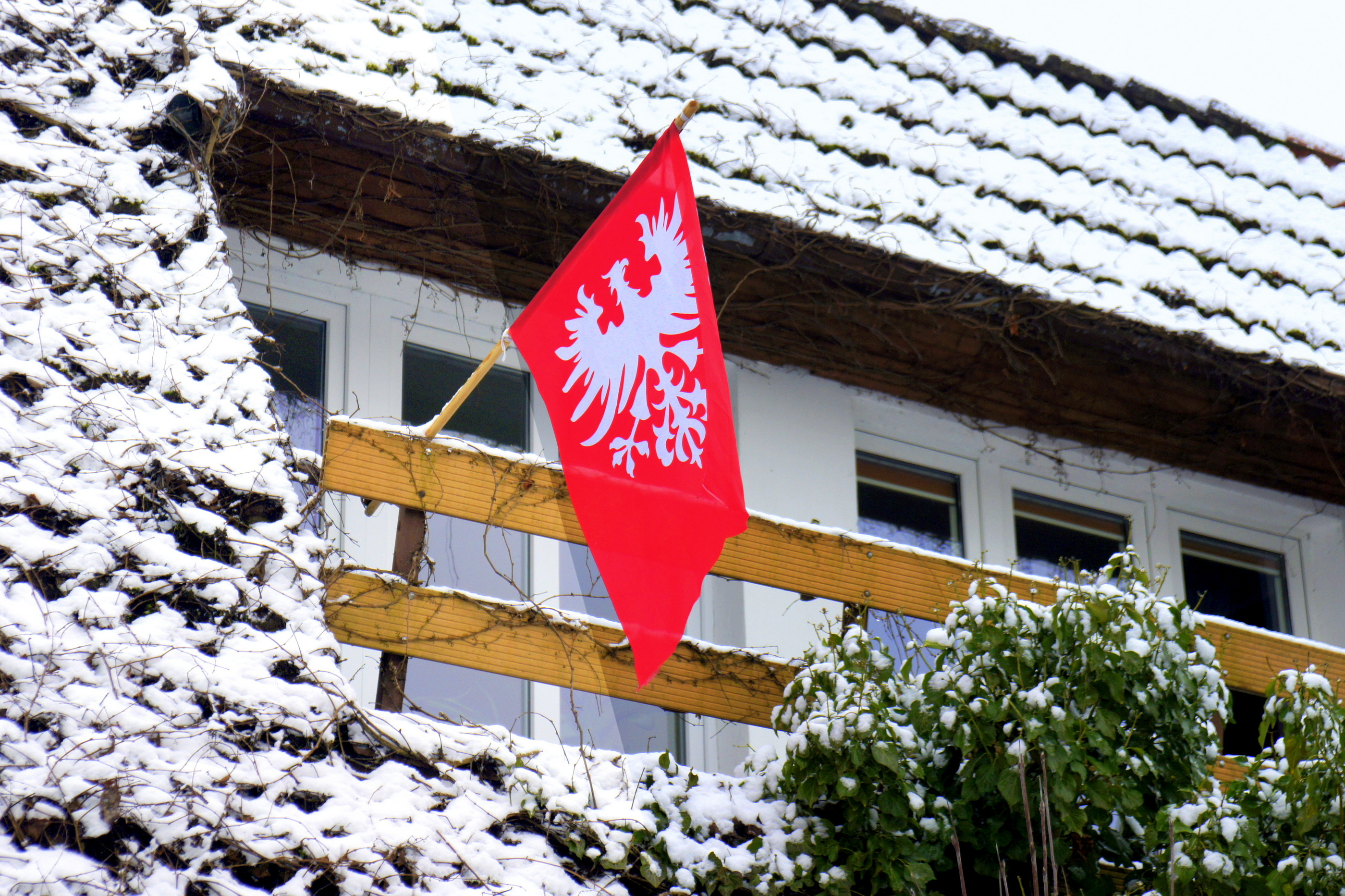
Die Erinnerung an den Großpolnischen Aufstand wird heutzutage oft mit dem Aufhängen der Aufstandsfahne zum Ausdruck gebracht.

Der Großpolnische Aufstand (oder Posener Aufstand 1918–1919) vom 27. Dezember 1918 bis zum 16. Februar 1919 war ein militärischer Aufstand von Polen in der preußischen Provinz Posen. Diese kämpften für eine Eingliederung der mehrheitlich polnischsprachigen Provinz und damit der Region Großpolen in den nach dem Ersten Weltkrieg wiedererstandenen polnischen Staat.
Der Aufstand endete mit einem militärischen und politischen polnischen Sieg. Der Hauptteil der bisherigen Provinz Posen wurde noch vor Inkrafttreten der Bestimmungen des Versailler Vertrages faktisch vom Deutschen Reich abgetrennt.

## Geschichte des Gedenkens
Initiatoren des neuen Gedenktages waren im Juni 2021 u. a. Vertreter des Großpolnischen Unabhängigkeitsmuseums, der Posener Außenstelle des Instituts für Nationales Gedenken, der Gesellschaft zum Gedenken an den Großpolnischen Aufstand 1918–1919, des Verbandes der Großpolnischen Gemeinden und Kreise, der Stiftung Kórniker Betriebe und des Nationalmuseums Posen. An der Unterschriftensammlung beteiligten sich auch Kommunalverwaltungen, Heimatkundler, Museologen, Institutionen und Verbände aus Großpolen, Pommern, Kujawien und dem Lebuser Land, die sich mit Bildung und Geschichtsvermittlung beschäftigen.
Unterstützung erhielten die Organisatoren unter anderem von Woiwodschaftsmarschällen, dem römisch-katholischen Erzbischof von Posen, dem Woiwoden von Großpolen und dem Stadtpräsidenten von Posen. Mehr als 4000 Unterstützungsbekundungen wurden von Einzelpersonen gesammelt und über 3000 elektronisch eingereicht. Die Kommunalverwaltungen legten 160 Erklärungen in Form von Beschlüssen auf Ebene der Woiwodschaften, Kreise und Gemeinden vor. Darüber hinaus reichten 40 Schulen Unterstützungserklärungen ein.

## Einrichtung des Feiertages
Der Feiertag wurde durch ein Gesetz vom 1. Oktober 2021 zum Nationalen Gedenktag des Siegreichen Großpolnischen Aufstands festgelegt. Das Gesetz war auf Initiative des Staatspräsidenten Andrzej Duda eingebracht und vom Sejm einstimmig angenommen worden.